# Real Club Pineda
El Real Club Pineda es un club social y deportivo de la ciudad de Sevilla, Andalucía, España. Se trata de un recinto de 80 hectáreas en un terreno de forma triangular comprendido entre la Avenida de Jerez, la carretera de Su Eminencia y la carretera de circunvalación SE-30, a la derecha de la Nacional IV, antigua entrada tradicional de Sevilla desde el sur. Cuenta con secciones deportivas de hípica, golf, tenis, pádel, croquet, ajedrez y natación.
Posee el único hipódromo privado de España y uno de los pocos del mundo.
Es una de las principales instituciones españolas dedicadas a la hípica, junto con el Club de Polo de Barcelona, el Club de Campo de Madrid, Casas Novas de Arteijo y el Club Aros de Murcia.

## Historia
Fue creado en 1940 por militares aficionados a la hípica. Se erige como una asociación privada sin ánimo de lucro. Su primera junta de sociedad se celebró el 10 de octubre de ese mismo año, siguiendo una sencilla idea promovida por Rafael Esquivias Salcedo, en la que se hacía realidad el deseo de un grupo de oficiales del Ejército de crear un club hípico en Sevilla. En la actualidad se realizan varias competiciones hípicas a nivel nacional. El origen de estas competiciones esta en el Hipódromo de Tablada en 1861.

## Características
Además de la hípica también se practican el golf, el tenis, la natación o el fútbol, contando para ello con el establecimiento de instalaciones apropiadas para estas actividades físicas dentro de su propio recinto, al tiempo que se promueven otras actividades de tipo social y cultural.
Entre las distintas instalaciones con que cuenta el club destacan algunas de las relacionadas con el deporte de la hípica, así como otras creadas para el golf y para servicios de hostelería y eventos sociales. El citado campo de golf, que ya en los años cuarenta del siglo XX contaba con sus primeros nueve hoyos, fue  ampliado posteriormente hasta dieciocho en 1992 ante la creciente demanda de sus socios, y presenta junto a su recorrido una importante arboleda, próxima al hipódromo donde corren los caballos.
Cuenta con un edificio bautizado como Pabellón del Hipódromo. Está construido en acero y vidrio, es de planta rectangular, yrecuerda las construcciones de la arquitectura del hierro de finales del siglo XIX.